# یواس‌اس کوای (دی‌دی-۶۳۲)
یواس‌اس کوای (دی‌دی-۶۳۲) (به انگلیسی: USS Cowie (DD-632)) یک کشتی بود که طول آن ۳۴۸ فوت ۳ اینچ (۱۰۶٫۱۵ متر) بود. این کشتی در سال ۱۹۴۱ ساخته شد.